# 井ノ上美恵子
井ノ上 美恵子（いのうえ みえこ、1961年〈昭和36年〉4月17日 - ）は、岡山放送の元アナウンサー。
大阪府大阪市出身、大阪芸術大学卒業後、1984年OHK入社。
現在は、OHK編成制作局制作部長。

## 過去の担当番組
- OHKスーパータイム（1年後輩の黒住祐介アナと共に岡山・香川ローカルのメインキャスター担当）
- 恋するニョキニョキテレビ（1997年4月21日 - ）
- べろべろばぁ
- OHKナイトライン
- 特報ズバッ!

ほか